# Çağlarca, Konyaaltı
Çağlarca là một xã thuộc huyện Konyaaltı, tỉnh Antalya, Thổ Nhĩ Kỳ. Dân số thời điểm năm 2011 là 257 người.